# Onchocerca volvulus
Onchocerca volvulus è un nematode responsabile della oncocercosi, detta anche "cecità fluviale" per la cospicua infiammazione corneale cronica causata dal parassita (la quale conduce, appunto, alla perdita della vista). Si tratta di una antropoparassitosi e gli esseri umani sono gli unici ospiti per questo nematode: i vettori invece sono rappresentati dai simulidi (fam. Simulidae), piccoli ditteri nematoceri simili ai moscerini, ed in particolare quelli appartenenti al genere Simulus. La localizzazione preferenziale lungo il corso dei fiumi deriva invece dallo sviluppo larvale di questo artropode, che richiede esclusivamente acqua corrente e non stagnante.
Il nematode è inoltre sospettato di causare un'altra malattia, la nodding disease, sebbene la correlazione tra questa malattia e l'infestazione del parassita sia solo un'ipotesi.
O. volvulus, come molte altre filarie, condivide una relazione endosimbiotica con il batterio Wolbachia, e in assenza di questo lo sviluppo larvale è incompleto e cessa.

## Ciclo vitale

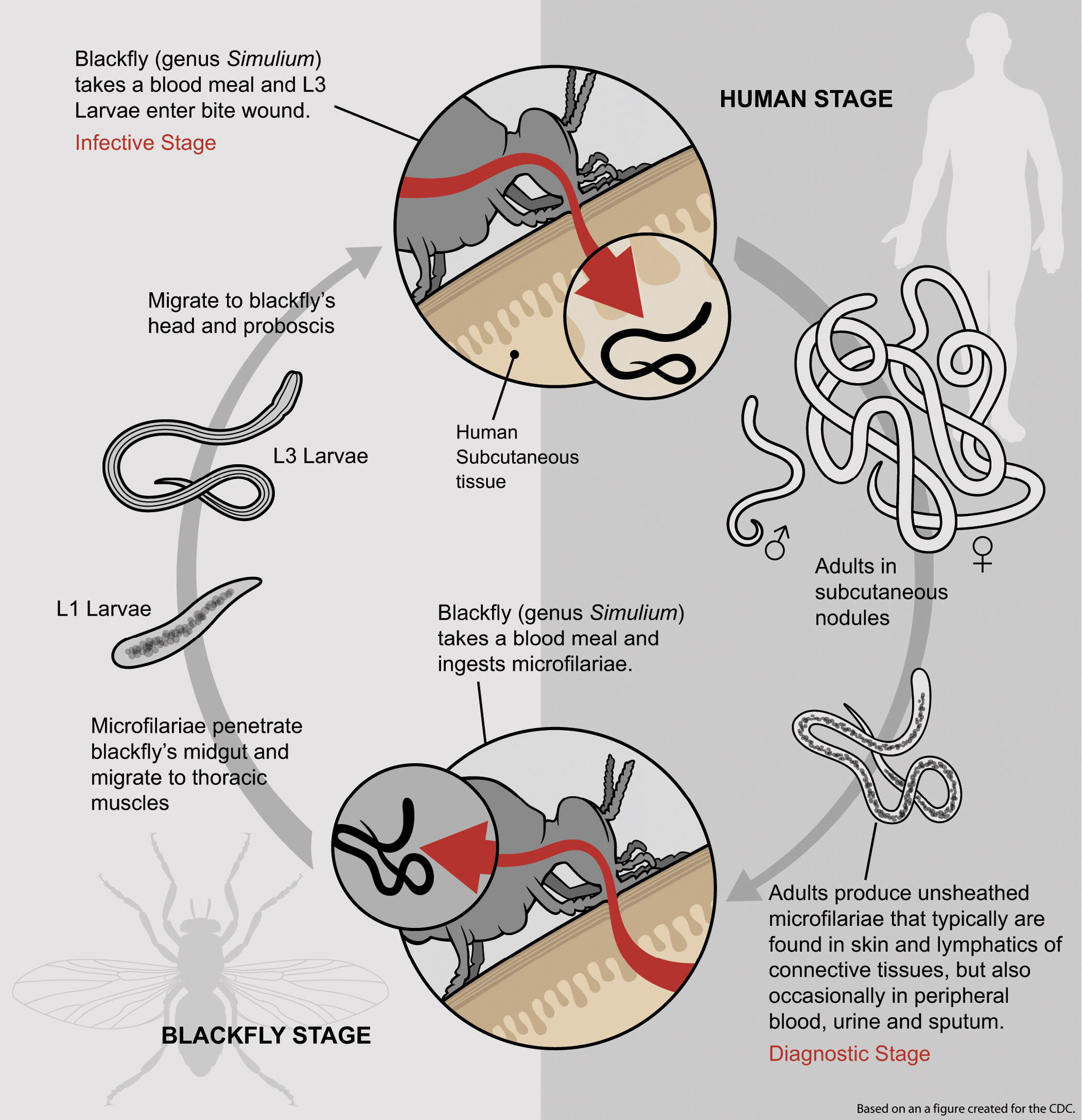
Ciclo vitale di O. volvulus

Il ciclo vitale di questo nematode inizia quando le larve infettanti (L3) vengono immesse nell'ospite definitivo (l'uomo), da un simulide infestato secondo la modalità tipica della filariasi. Le larve dunque migrano nel sottocute dove formano dei noduli (grandi qualche millimetro o centimetro) in cui maturano i vermi adulti entro 6 ai 12 mesi. Da qui verranno poi rilasciate le larve L1 (microfilarie) che a loro volta trovano nel sottocute l'ambiente favorevole alla propria sussistenza. Al contrario della maggior parte delle altre filarie, Onchocerca si mantiene localizzata al sottocute e difficilmente entra in circolo: di conseguenza non potrò mai osservare le microfilarie od il parassita in uno striscio di sangue periferico ed il vettore potrà infettarsi solo il prossimità dei noduli secondo il gradiente di diffusione delle microfilarie.
Il moscerino dunque si reinfesta con un nuovo pasto di sangue, durante cui le microfilarie raggiungono l'intestino dell'insetto e da qui penetrano ai muscoli del volo, dove proseguono nel loro sviluppo. Giunte allo stadio larvale L2, migrano verso la proboscide e qua si rendono infettanti maturando nel terzo stadio larvale (L3): l'intero processo dura 6-7 giorni nel dittero e perciò non è possibile infestarsi rimanendo vicino ad un contagiato (escludendo la presenza di simulidi già infestati nell'ambiente, beninteso).